# Pietro Mingotti
Pietro Mingotti (født ca. 1702 i Venedig, død 28. april 1759 i København) var en italiensk operaimpressario, som var aktiv på det europæiske fastland. 
Hans bror Angelo dannede et operaselskab i Prag omkring 1732, bestående af 3 mandlige sangere og 5 kvinder; Pietro fulgte hurtigt efter, og de to selskaber opnåede europæisk succes (dog hovedsagelig i tyske og østrigske byer), der undertiden udfører hinanden. Pietros selskab, jo mere højt profilerede af de to, til tider inkluderede Christoph Willibald Gluck og Giuseppe Sarti som medlemmer. De fleste af de udførte værker tilhørte opera seriens genre, selvom også opere buffe blev givet.
Efter optrædener ved hoffet hos Franz I i Frankfurt (Maria Theresas mand) i 1745 og ved et kongeligt bryllup i Dresden i 1747 (da Glucks Le Nozze d'Ercole e d'Ebe, med komponisten udfører) blev Mingottis selskab inviteret til København af dronning Louise i samme år. Selskabets repertoire for den danske hof omfattede ikke kun operaer men også balletter. Giuseppe Sarti sluttede sig til gruppen i december 1752 som musikdirektør efter, at Gluck havde forladt den i 1750. Svære økonomiske vanskeligheder tvang Pietro til at afslutte sin kontrakt med hoffet i København i 1755, og han døde fattig 4 år senere i den danske hovedstad. Lidt er kendt for Angelo Mingottis senere karriere; fra 1743 til 1751 blev Oper am Gänsemarkt brugt af Angelo Mingotti, der udførte italienske operaer.
Han var gift med Regina Mingotti.